# Starksia springeri
Starksia springeri är en fiskart som beskrevs av Castillo och Baldwin 2011. Starksia springeri ingår i släktet Starksia och familjen Labrisomidae. Inga underarter finns listade i Catalogue of Life.